# Roger Scruton
Sir Roger Vernon Scruton (født 27. februar 1944, død 12. januar 2020) var en britisk filosof og skribent, som specialiserede sig indenfor æstetik og politisk filosofi, især til fremme for traditionalistisk konservative synspunkter.
Han var redaktør fra 1982 til 2002 af The Salisbury Review, der er et konservativt politisk magasin. Scruton skrev over 50 bøger om filosofi, kunst, musik, litteratur, kultur, seksualitet og religion blandt andet The Meaning of Conservatism (1980), Sexual Desire (1986), The Aesthetics of Music (1997), and How to Be a Conservative (2014). Han var fast bidragsyder til populærmedier, inklusive The Times, The Spectator og New Statesman.
Scruton omfavnede konservatismen efter at have været vidne til urolighederne ved Majrevolten 1968 i Paris. Fra 1971 til 1992 var han forelæser og æstetikprofessor ved Birkbeck College, London, hvorefter han besad flere akademiske deltidstillinger, blandet andet i USA. I 1980'erne hjalp han med at etablere akademiske undergrundsnetværker i det sovjetisk kontrollerede Østeuropa, for hvilket han blev tildelt Tjekkiets fortjenstmedalje (Første Klasse) af præsident Václav Havel i 1998. Scruton blev i 2016 slået til ridder af Prins Charles for "tjenester til filosofi, undervisning og offentlig uddannelse".

## Biografi
Scruton fik sin uddannelse ved Royal Grammar School, High Wycombe (1954-1961) og Jesus College, Cambridge (1962-1969). Han modtog sin B.A. i Moralvidenskab i 1965, sin M.A. i 1967 og sin ph.d. i filosofi, på en afhandling om æstetik, i 1972. Han blev barrister i 1978.
Fra 1969 til 1971 var han Research Fellow ved Peterhouse, Cambridge. Fra 1971 til 1992 var han foredragsholder og efterfølgende æstetikprofessor ved Birkbeck College, London. Fra 1992 til 1995 var han filosofiprofessor og universitetsprofessor ved Boston University. Senest var han forskningsprofessor ved Institute for the Psychological Sciences i Arlington, Virginia og gæsteprofessor ved Princeton University.
Fra 1982 til 2001 var han stiftende redaktør af The Salisbury Review, og han grundlagde også Claridge Press, som han i starten af 2004 solgte til Continuum International Publishing Group. Han forblev i The Salisbury Review's redaktionelle bestyrelse, såvel som British Journal of Aesthetics og openDemocracy.net.
I starten af 1990'erne flyttede han fra byen ud på landet og fandt sig en lidenskab i rævejagt med jagthunde, hvilket siden blev forbudt i Storbritannien. Når han var i England, boede han med sin familie på hans gård i Brinkworth, Wiltshire.

## Bidrag til filosofi og kunst
Hans første udgivelse – "Art and Imagination" – var en sofistikeret udforskning af æstetikken. Siden da skrev han om næsten alle emner indenfor filosofien, ofte i letforståelig prosa. Han var specielt begejstret for Kant. Nogle har dog kritiseret den måde, hvorpå Scruton har "udvalgt" bestemte sider af Kants idéer; for eksempel kritiserer han i The Meaning of Conservatism Kants etik for værende for individualistisk, men i andre værker, for eksempel indenfor dyreetikken, læner han sig meget tæt op af Kant.
Scruton skrev to bind af den moderne filosofis historie. A Short History Of Modern Philosophy begynder med Descartes og slutter med Ludwig Wittgenstein og den logisk-positivistiske skole. Det andet, Modern Philosophy, undersøger et emne pr. kapitel i mere end 30 kapitler. I hans "Thinkers of the New Left" udtrykker han sin tvivl om diverse tænkeres (deriblandt Jacques Derrida, Michel Foucault og Frankfurterskolen) filosofiske værdi.
Udover værkerne om kunstens teoretiske sider udgav Scruton også romaner og noveller og skrev to operaer, hvor han både lavede librettoen og musikken. Hans første opera, "The Minister," blev opført i Quenington i 1994 og i Oxford i 1998. Hans anden opera, "Violet," som er baseret på Violet Gordon-Woodhouses liv, blev opført to gange i London i 2005.

## Bidrag til politik og kultur
Scrutons Burke-inspirerede politiske synspunkter, forklaret i det konservative Salisbury Review og andre steder, gjorde ham til en hadet person i venstreorienterede kredse. The Meaning of Conservatism var delvist et svar på liberalismens vækst i det Konservative Parti. Bogen fokuserede mindre på økonomien og mere på en konservativ tilgang til moralske spørgsmål såsom argumenter mod seksualundervisning og udvandingen af censurlove. Han blev kritiseret af dyreretsgrupper på grund af sin støtte til rævejagt med hunde, hvilket fremgik af bogen Animal Rights and Wrongs.

## Udgivelser
Alle udgivelser står nævnt ved oprindelig engelsk titel
Filosofi og kunst
- Art And Imagination (1974)
- The Aesthetics Of Architecture (1979)
- A Short History of Modern Philosophy (1982)
- The Aesthetic Understanding (1983)
- Kant (1983)
- Sexual Desire: A Moral Philosophy of the Erotic (1986)
- Spinoza (1987)
- The Philosopher On Dover Beach and Other Essays (1990)
- Modern Philosophy (1994)
- The Classical Vernacular: architectural principles in an age of nihilism (1995)
- Animal Rights and Wrongs (1996)
- An Intelligent Person's Guide To Philosophy (1996) Genudgivet i 2005 som Philosophy: Principles and Problems
- The Aesthetics Of Music (1997)
- Spinoza (1998)
- Death-Devoted Heart: Sex and the Sacred in Wagner's Tristan und Isolde (2004)

Politik og kultur
- The Meaning Of Conservatism (1980)
- The Politics Of Culture and Other Essays (1981)
- A Dictionary Of Political Thought (1982)
- Untimely Tracts (1985)
- Thinkers Of The New Left (1986)
- A Land Held Hostage: Lebanon and the West (1987)
- Conservative Texts (1992)
- An Intelligent Person's Guide to Modern Culture (1998)
- The West and the Rest: Globalization and the terrorist threat (2002)
- The Need for Nations (2004)
- Arguments For Conservatism (2006)
- Immigration, Multiculturalism and the Need to Defend the Nation State – Online version (2006)
- How to Be a Conservative (2014)

Autobiografisk og topografisk
- On Hunting (1998)
- England: An Elegy (2001)
- News From Somewhere: On Settling (2004)
- Gentle Regrets: Thoughts from a Life (2005)

Fiktion
- Fortnight's Anger: a novel (1981)
- Francesca: a novel (1991)
- A Dove Descending and Other Stories (1991)
- Xanthippic Dialogues (1993)
- Perictione in Colophon (2000)

Opera
- The Minister (1994)
- Violet (2005)